# Liste des plus grands lacs artificiels

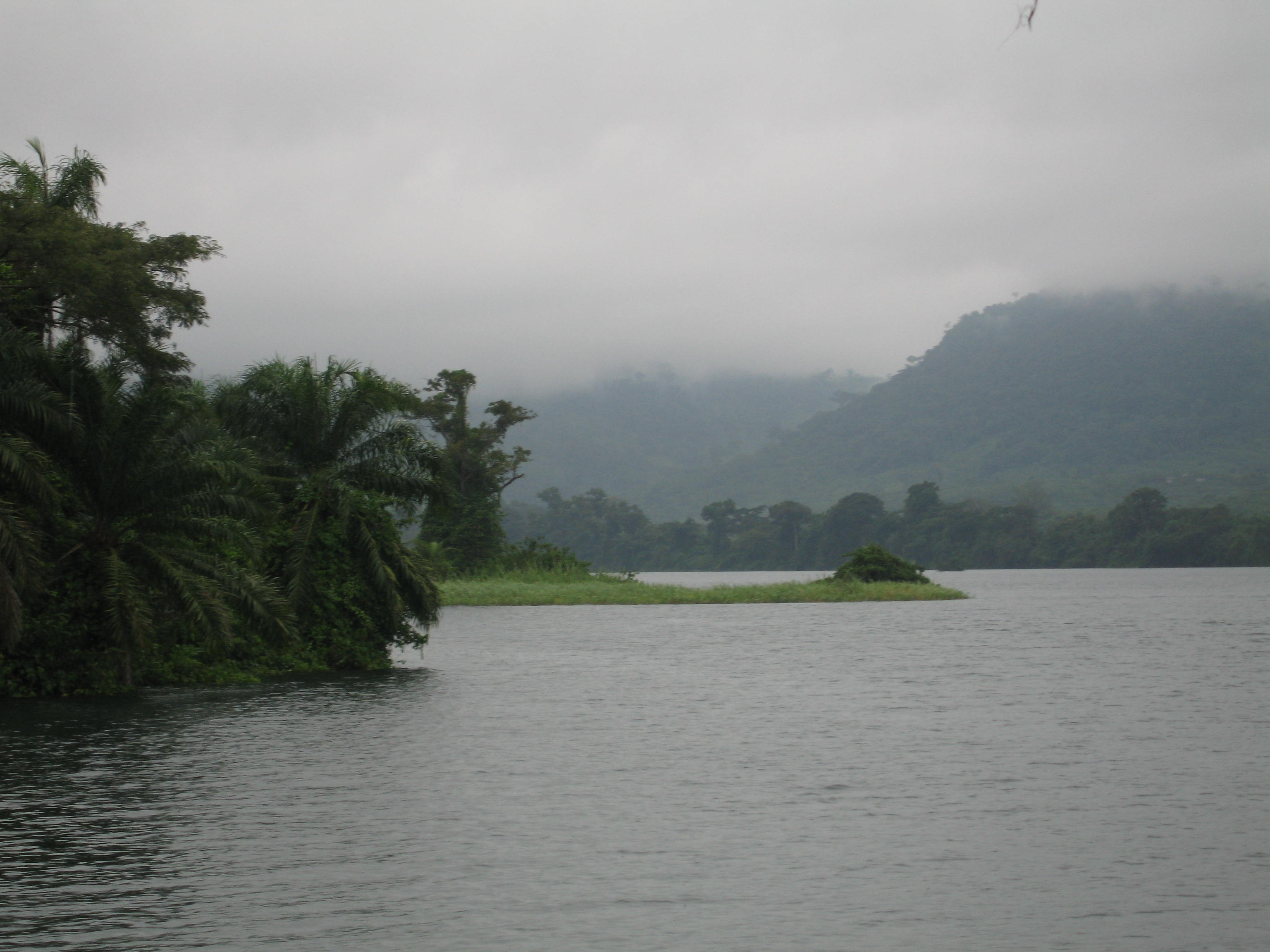
Le lac Volta, le plus grand lac artificiel du monde.

Cet article établit la liste des plus grands lacs artificiels suivant leur superficie (plus de 300 km2) ou leur volume (plus de 20 km3). Certains grands lacs naturels sont maintenant régulés par un barrage, ils sont regroupés dans un tableau séparé au bas de cette page.

## Lacs actuels
|     | Nom                            | Pays               | Superficie (km²) | Volume (millions de m³) | Cours d'eau           | Mise en service |
| --- | ------------------------------ | ------------------ | ---------------- | ----------------------- | --------------------- | --------------- |
| 1   | Lac Volta                      | Ghana              | 8 482            | 153 000                 | Volta                 | 1966            |
| 2   | Lac Nasser                     | Égypte Soudan      | 6 500            | 165 000                 | Nil                   | 1964            |
| 3   | Réservoir de Kouïbychev        | Russie             | 6 450            | 58 000                  | Volga                 | 1955            |
| 4   | Réservoir Smallwood            | Canada             | 5 698            | 28 500                  | Fleuve Churchill      | 1971            |
| 5   | Lac Kariba                     | Zimbabwe Zambie    | 5 580            | 180 600                 | Zambèze               | 1959            |
| 6   | Réservoir Boukhtarmal          | Kazakhstan         | 5 490            | 49 800                  | Irtych                | 1959            |
| 7   | Réservoir de Bratsk            | Russie             | 5 426            | 169 270                 | Angara                | 1960            |
| 8   | Réservoir de Rybinsk           | Russie             | 4 580            | 25 400                  | Volga                 | 1941            |
| 9   | Réservoir de Caniapiscau       | Canada             | 4 318            | 53 790                  | Rivière Caniapiscau   | 1984            |
| 10  | Lac Guri                       | Venezuela          | 4 250            | 138 000                 | Caroni                | 1969            |
| 11  | Lac de Sobradinho              | Brésil             | 4 214            | 34 100                  | Rio São Francisco     | 1979            |
| 12  | Réservoir de Volgograd         | Russie             | 3 117            | 31 500                  | Volga                 | 1960            |
| 13  | Lac de Tucuruí                 | Brésil             | 2 875            | 45 800                  | Rio Tocantins         | 1984            |
| 14  | Réservoir Robert-Bourassa      | Canada             | 2 835            | 61 700                  | La Grande Rivière     | 1978            |
| 15  | Lac de Cahora Bassa            | Mozambique         | 2 800            | 65 000                  | Zambèze               | 1979            |
| 16  | Réservoir de Tsimliansk        | Russie             | 2 700            | 23 900                  | Don                   | 1955            |
| 17  | Réservoir de Nijnekamsk        | Russie             | 2 580            | 45 000                  | Kama                  | 1978            |
| 18  | Réservoir La Grande 3          | Canada             | 2 536            | 60 000                  | La Grande Rivière     | 1983            |
| 19  | Barrage de la Zeïa             | Russie             | 2 419            | 68 400                  | Zeïa                  | 1985            |
| 20  | Barrage de Balbina             | Brésil             | 2 360            | 17 540                  | Uatuma                | 1987            |
| 21  | Barrage de Sanmenxia           | Chine              | 2 350            | 35 400                  | fleuve Jaune          | 1960            |
| 22  | Barrage de Boguchany           | Russie             | 2 326            | 58 200                  | Angara                | 2012            |
| 23  | Réservoir de Tcheboksary       | Russie             | 2 274            | 13 800                  | Volga                 | 1982            |
| 24  | Réservoir de Krementchouk      | Ukraine            | 2 252            | 13 500                  | Dniepr                | 1961            |
| 25  | Porto Primavera                | Brésil             | 2 250            | 20 000                  | Rio Paraná            | 1998            |
| 26  | Réservoir de Chantaika         | Russie             | 2 230            | 24 540                  | Chantaika             | 1970            |
| 27  | Réservoir de Kakhovka          | Ukraine            | 2 155            | 18 200                  | Dniepr                | 1956            |
| 28  | Barrage de Krasnoïarsk         | Russie             | 2 130            | 73 300                  | Ienisseï              | 1967            |
| 29  | Lac-réservoir du Thartar       | Irak               | 2 000            | 72 800                  | Tigre/Euphrate        | 195x            |
| 30  | Réservoir Manicouagan          | Canada             | 1 942            | 141 852                 | Rivière Manicouagan   | 1970            |
| 31  | Réservoir de la Kama           | Russie             | 1 915            | 12 200                  | Kama                  | 1954            |
| 32  | Barrage de Kossou              | Côte d'Ivoire      | 1 898            | 27 675                  | Bandama blanc         | 1973            |
| 33  | Réservoir d'Ust-Ilimsk         | Russie             | 1 873            | 59 300                  | Angara                | 1977            |
| 34  | Lac Razzaza                    | Irak               | 1 850            | 26 000                  | Euphrate              | 1955            |
| 35  | Réservoir de Kapchagay         | Kazakhstan         | 1 847            | 28 100                  | Ili                   | 1970            |
| 36  | Réservoir de Saratov           | Russie             | 1 831            | 12 900                  | Volga                 | 1967            |
| 37  | Barrage de Boa Esperança       | Brésil             | 1 800            | 5 000                   | Rio Parnaíba          | 1970            |
| 38  | Barrage de Serra da Mesa       | Brésil             | 1 784            | 54 500                  | Rio Tocantins         | 1998            |
| 39  | Lac Williston                  | Canada             | 1 761            | 70 309                  | Rivière de la Paix    | 1968            |
| 40  | Barrage de la Renaissance      | Éthiopie           | 1 680            | 63 000                  | Nil bleu              | 2020            |
| 41  | Lac Powell                     | États-Unis         | 1 627            | 33 304                  | Colorado              | 1963            |
| 42  | Barrage de Yacyretá            | Argentine Paraguay | 1 600            | 21 000                  | Rio Paraná            | 1992            |
| 43  | Réservoir de Gorki             | Russie             | 1 590            | 8 700                   | Volga                 | 1955            |
| 44  | Réservoir Gouin                | Canada             | 1 570            | 8 243                   | Rivière Saint-Maurice | 1917 et 1948    |
| 45  | Brokopondo                     | Suriname           | 1 560            | 20 000                  | Suriname              | 1964            |
| 46  | Barrage de Srinagarind         | Thaïlande          | 1 534            | 17 745                  | Kwaï Yai              | 1980            |
| 47  | Lac Sakakawea                  | États-Unis         | 1 489            | 28 000                  | Missouri              | 1956            |
| 48  | Lac Oahe                       | États-Unis         | 1 453            | 28 776                  | Missouri              | 1962            |
| 49  | Barrage d'Itaipu               | Brésil Paraguay    | 1 350            | 29 000                  | Rio Paraná            | 1984            |
| 50  | Réservoir de Furnas            | Brésil             | 1 320            | 22 950                  | Rio Grande            | 1963            |
| 51  | Réservoir Laforge-1            | Canada             | 1 288            | 6 857                   | Rivière Laforge       | 1994            |
| 52  | Barrage Kainji                 | Nigeria            | 1 243            | 15 000                  | Niger                 | 1968            |
| 53  | Barrage d'Ilha Solteira        | Brésil             | 1 195            | 21 200                  | Rio Paraná            | 1973            |
| 54  | Rincón del Bonete              | Uruguay            | 1 140            | 15 000                  | Rio Negro             | 1945            |
| 55  | Réservoir de Votkinsk          | Russie             | 1 120            | 9 400                   | Kama                  | 1962            |
| 56  | Barrage des Trois-Gorges       | Chine              | 1 085            | 39 300                  | Yangzi Jiang          | 2006            |
| 57  | Réservoir de Novossibirsk      | Russie             | 1 072            | 8 800                   | Ob                    | 1959            |
| 58  | Barrage de Três-Marias         | Brésil             | 1 042            | 21 000                  | Rio São Francisco     | 1961            |
| 59  | Barrage de Fort Peck           | États-Unis         | 981              | 22 119                  | Missouri              | 1940            |
| 60  | Réservoir Pipmuacan            | Canada             | 978              | 13 900                  | Betsiamites           | 1956            |
| 61  | Réservoir Opinaca              | Canada             | 947              | ?                       | Rivière Opinaca       | 1980            |
| 62  | Réservoir de Kiev              | Ukraine            | 922              | 3 730                   | Dniepr                | 1964            |
| 63  | Réservoir Nechako              | Canada             | 850              | 32 700                  | Nechako               | 1952            |
| 64  | Barrage Atatürk                | Turquie            | 817              | 48 700                  | Euphrate              | 1990            |
| 65  | Lac el-Assad                   | Syrie              | 817              | 11 900                  | Euphrate              | 1973            |
| 66  | Barrage de Três Irmãos         | Brésil             | 785              | 13 800                  | Rio Tietê             | 1990            |
| 67  | Barrage de Salto Grande        | Argentine Uruguay  | 783              | 5 000                   | Uruguay               | 1979            |
| 68  | Barrage d'Itumbiara            | Brésil             | 778              | 17 000                  | Rio Paranaíba         | 1980            |
| 69  | Lac Ezequiel Ramos Mexía       | Argentine          | 763              | 20 200                  | Rio Limay             | 1978            |
| 70  | Barrage d'Angostura            | Mexique            | 760              | 18 200                  | Rio Grijalva          | 1974            |
| 71  | Jenpeg                         | Canada             | 756              | 31 790                  | Fleuve Nelson         | 1979            |
| 72  | El Infiernillo                 | Mexique            | 755              | 10 472                  | Río Balsas            | 1964            |
| 73  | Toledo Bend Reservoir          | États-Unis         | 749              | 6 291                   | Sabine                | 1966            |
| 74  | Barrage d'Hirakud              | Inde               | 746              | 8 100                   | Mahanadi              | 1957            |
| 75  | Lac Argyle                     | Australie          | 740              | 10 763                  | Ord River             | 1972            |
| 76  | Barrage de Boureïa             | Russie             | 740              | 20 940                  | Boureïa               | 2009            |
| 77  | Gandhi Sagar                   | Inde               | 723              | 7 322                   | Chambal               | 1960            |
| 78  | Barrage Bakun                  | Malaisie           | 696              | 43 800                  | Sungai Balui          | 2011            |
| 79  | Réservoir La Grande-4          | Canada             | 707              | 19 400                  | La Grande Rivière     | 1984            |
| 80  | Barrage de Keban               | Turquie            | 675              | 31 000                  | Euphrate              | 1975            |
| 81  | Réservoir de Kaniv             | Ukraine            | 675              | 2 620                   | Dniepr                | 1975            |
| 82  | Réservoir du Karnaphuli        | Bangladesh         | 655              | 5 365                   | Borgang               | 1962            |
| 83  | Agua-Vermelha                  | Brésil             | 647              | 11 100                  | Rio Grande            | 1979            |
| 84  | Lac Mead                       | États-Unis         | 639              | 35 199                  | Colorado              | 1936            |
| 85  | Réservoir aux Outardes 4       | Canada             | 625              | 24 300                  | Rivière aux Outardes  | 1969            |
| 86  | Réservoir de Saïano-Chouchensk | Russie             | 621              | 31 300                  | Ienisseï              | 1978            |
| 87  | Réservoir de Mingachevir       | Azerbaïdjan        | 605              | 16 000                  | Koura                 | 1955            |
| 88  | Barrage de Techi               | Taïwan             | 604              | ?                       | Dajia                 | 1974            |
| 89  | Réservoir de Dniprodzerjynsk   | Ukraine            | 567              | 2 450                   | Dniepr                | 1965            |
| 90  | Barrage de Fengman             | Chine              | 550              | 11 460                  | Songhua               | 1942            |
| 91  | Barrage de Jupiá               | Brésil             | 544              | 3 680                   | Rio Paraná            | 1968            |
| 92  | Réservoir de Kairakkum         | Tadjikistan        | 520              | 4 160                   | Syr-Daria             | 1956            |
| 93  | Réservoir Ukai                 | Inde               | 520              | 8 511                   | Tapti                 | 1971            |
| 94  | Réservoir Cabonga              | Canada             | 484              | 1 565                   | Rivière des Outaouais | 1929            |
| 95  | Lac Francis Case               | États-Unis         | 479              | 7 771                   | Missouri              | 1956            |
| 96  | Manantali                      | Mali               | 477              | 11 270                  | Bafing                | 1988            |
| 97  | Barrage de Méroé               | Soudan             | 476              | 12 500                  | Nil                   | 2009            |
| 98  | Barrage du Rihand              | Inde               | 465              | ?                       | Rihand                | 1962            |
| 99  | Réservoir Sam Rayburn          | États-Unis         | 463              | 4 931                   | Angelina River        | 1966            |
| 100 | Réservoir du Xinfeng           | Chine              | 461              | 13 896                  | Xinfeng Jiang         | 1960            |
| 101 | Barrage Bhumibol               | Thaïlande          | 454              | 12 200                  | Ping                  | 1964            |
| 102 | Embarcação                     | Brésil             | 446              | 17 500                  | Paranaíba             | 1982            |
| 103 | Réservoir de la Kolyma         | Russie             | 440              | 14 600                  | Kolyma                | 1982            |
| 104 | Lac Kinbasket                  | Canada             | 430              | 24 670                  | Columbia              | 1973            |
| 105 | Lac Diefenbaker                | Canada             | 430              | 9 400                   | Saskatchewan Sud      | 1967            |
| 106 | Lac Gatún                      | Panama             | 422              | 5 200                   | Rio Chagres           | 1913            |
| 107 | Lac Lokka                      | Finlande           | 417              | 2 100                   | Luiro                 | 1967            |
| 108 | Lac Los Barreales              | Argentine          | 413              | 27 700                  | Río Neuquén           | 1977            |
| 109 | Réservoir du Dniepr            | Ukraine            | 410              | 1 100                   | Dniepr                | 1932            |
| 110 | Vajiralongkorn                 | Thaïlande          | 388              | 8 869                   | Kwaï                  | 1984            |
| 111 | Barrage de Longyangxia         | Chine              | 383              | 27 419                  | fleuve Jaune          | 1986            |
| 112 | Barrage de Mossoul             | Irak               | 371              | 12 500                  | Tigre                 | 1959            |
| 113 | Barrage de Sardar Sarovar      | Inde               | 370              | 9 500                   | Narmadâ               | ?               |
| 114 | Barrage du Kenyir              | Malaisie           | 369              | 13 600                  | Kenyir                | 1987            |
| 115 | Barrage de Petit-Saut          | Guyane             | 365              | 3 500                   | Sinnamary             | 1994            |
| 116 | Nezahualcóyotl                 | Mexique            | 360              | 12 960                  | Rio Grijalva          | 1966            |
| 117 | Lac Casa de Piedra             | Argentine          | 360              | 4 000                   | Colorado              | 1996            |
| 118 | Açude Oros                     | Brésil             | 350              | 2 100                   | Rio Jaguaribe         | 1962            |
| 119 | Lac des Ozarks                 | États-Unis         | 337              | 2 377                   | Osage                 | 1931            |
| 120 | Lac Franklin D. Roosevelt      | États-Unis         | 337              | 11 595                  | Columbia              | 1942            |
| 121 | Réservoir Baskatong            | Canada             | 329              | 2 065                   | Rivière Gatineau      | 1927            |
| 122 | Réservoir d'Ivankovo           | Russie             | 327              | 1 120                   | Volga                 | 1937            |
| 123 | Barrage de Nuozhadu            | Chine              | 320              | 21 749                  | Mékong                | 2014            |
| 124 | Réservoir du Vaal              | Afrique du Sud     | 320              | 2 500                   | Vaal                  | 1938            |
| 125 | Barrage d'Ilisu                | Turquie            | 313              | 10 400                  | Tigre                 | 2019            |
| 126 | Barrage de Piedra del Águila   | Argentine          | 305              | 12 600                  | Rio Limay             | 1993            |
| 127 | barrage Al Wahda               | Maroc              | 123              | 3 800                   | Sebou                 | 1997            |
| --  | Balambano                      | Indonésie          | ?                | 31 500                  | Larona                | 1997            |
| --  | Barrage de Xinanjiang          | Chine              | ?                | 21 600                  | Qiantang              | 1959            |
| --  | Barrage de Danjiangkou         | Chine              | ?                | 20 900                  | Han                   | 1974            |
| --  | Barrage de Longtan             | Chine              | ?                | 27 280                  | Hongshui              | 2009            |

## En projet
|    | Nom                    | Pays                | Superficie (km²) | Volume (millions de m³) | Cours d'eau   | Mise en service |
| -- | ---------------------- | ------------------- | ---------------- | ----------------------- | ------------- | --------------- |
| -- | Barrage de Chapetón    | Argentine           | ?                | 60 600                  | Rio Paraná    |                 |
| -- | Barrage de Zungeru     | Nigeria             | 974              | 27 100                  | Kaduna        |                 |
| -- | Barrage du Kouilou     | République du Congo | 874              | 35 000                  | Kouilou-Niari |                 |
| -- | Barrage de Garabi (es) | Argentine Brésil    | 810              | 33 580                  | Rio Uruguay   |                 |

## Lacs naturels régulés
|   | Nom            | Pays                   | Superficie (km²) | Volume (millions de m³) | Cours d'eau        | Mise en service |
| - | -------------- | ---------------------- | ---------------- | ----------------------- | ------------------ | --------------- |
| 1 | Lac Victoria   | Tanzanie Ouganda Kenya | 68 870           | 204 800                 | Nil                | 1954            |
| 2 | Lac Baïkal     | Russie                 | 31 500           | 31 500                  | Angara             | 1958            |
| 3 | Lac Ontario    | Canada États-Unis      | 19 000           | 30 000                  | Saint-Laurent      | 1958            |
| 4 | Lac Onega      | Russie                 | 9 950            | 17 500                  | Svir               | 1954            |
| 5 | Lac du Caribou | Canada                 | 5 658            | 17 900                  | Rivière des Rennes | 1942            |
| 6 | Lac Léman      | Suisse France          | 582              | 89 000                  | Rhône              | 1995            |
| 7 | Lac Lanao      | Philippines            | 340              | 24 602                  | Agus               | 1984            |